# Heteropoda kandiana
Heteropoda kandiana är en spindelart som beskrevs av Pocock 1899. Heteropoda kandiana ingår i släktet Heteropoda och familjen jättekrabbspindlar. Inga underarter finns listade i Catalogue of Life.